# 아사히촌 (사가현 기시마군)
아사히촌(일본어: 朝日村)은 일본 사가현 기시마군에 있던 촌이다. 현재의 다케오시에 해당한다.

## 역사
- 1889년 4월 1일 - 정촌제 시행에 의해 기시마군 아사히촌이 성립하였다.
- 1954년 4월 1일 - 다케오정, 다케우치촌, 다치바나촌, 히가시카와노호리촌, 니시카와노호리촌, 가와기촌과 합병해 다케오시가 신설되어 소멸하였다.

## 참고문헌
- 『市町村名変遷辞典』東京堂出版、1990年。